# Whitehall (Montana)
Whitehall è una città degli Stati Uniti d'America situata nel Montana, nella Contea di Jefferson.